# Bibliothèque Robert-Bourassa
La bibliothèque Robert-Bourassa est une bibliothèque publique qui fait partie du réseau Bibliothèques de Montréal. Elle est située dans l'arrondissement Outremont.

## Historique
C'est le 7 décembre 1948, à la demande des résidents et grâce à la Outremont Home and School Association, qu'est fondée une corporation ayant pour nom Bibliothèque des Enfants d'Outremont et dont le but est d'établir et administrer des bibliothèques. La première bibliothèque fut installée sur l’avenue Durocher, dans un local de l’église du Temple baptiste, avant de déménager, quelques années plus tard, dans un immeuble municipal situé au 532, avenue Querbes. En 1965, elle connaîtra un autre déménagement vers le 544, avenue Davaar où elle demeure jusqu'en 1998. 
En 1995, avec la participation financière de différents paliers gouvernementaux, dans le cadre du Programme tripartite d’infrastructure Canada-Québec, et grâce aux efforts de la ville d’Outremont, ainsi que la participation active des Amis de la Bibliothèque d’Outremont, un plan pour construire une nouvelle bibliothèque à Outremont se concrétise et la première pelletée de terre a lieu au printemps de la même année. La ville d’Outremont dévoile le nom de la future bibliothèque le 2 octobre 1997 pour marquer le premier anniversaire du décès de Robert Bourassa, qui habita Outremont et fut premier ministre du Québec de 1970 à 1976 et de 1985 à 1994,.  
Avant même de recevoir ses premiers documents, l'édifice sert de centre d’hébergement d’urgence pour plusieurs résidents privés d’électricité, à l'occasion de la crise du verglas de janvier 1998 qui sévissait alors sur une grande partie du territoire québécois. Son inauguration officielle a lieu le 31 mars 1998, en présence de madame Andrée Bourassa l'épouse de feu Robert Bourassa. La bibliothèque ouvre officiellement ses portes le mercredi 1er avril 1998.

## Services
L'appartenance au réseau des bibliothèques de Montréal donne à ses abonnés un accès gratuit à plus de 4 millions de documents livres, des albums, des journaux, des magazines, ainsi que de plusieurs documents audiovisuels comme des CD, des DVD et des fichiers MP3. Certains de ces documents sont disponibles en bibliothèque et d'autres en ligne. La bibliothèque d'Outremont offre également des jeux vidéo, des jeux de société pour tous les âges, des instruments de musiques, des trousses micro:bit (de base et de l'inventeur), quelques collections spéciales dont le Fonds Françoise-Kayler sur la gastronomie et son histoire, le Fonds Lamothe-Fournelle des classiques de la littérature, ainsi que des collections consacrées à la généalogie et à l'histoire et l'architecture d'Outremont.
La bibliothèque possède aussi un parc informatique composé de quinze ordinateurs sur lesquels il est possible de consulter le catalogue, d'aller sur internet et d'avoir accès à la suite office (12 pour les adultes et 3 pour les jeunes). Dans les sections jeune et adulte se trouvent aussi quelques ordinateurs sur lesquels il est juste possible de consulter le catalogue. Un accès internet sans fil est accessible aux usagers dans toute la bibliothèque.
La section jeune a récemment acquis deux vélos-pupitres, très populaires auprès des jeunes. 
En 2008, à l'occasion de son 10e anniversaire, la bibliothèque a reçu des financements dédiés à l’aménagement de sa terrasse qui est inaugurée en juin 2009. Les usagers ont depuis la possibilité de lire à l'extérieur, pendant la période estivale, à l’ombre des sculptures réalisées par les artistes Robert Poulin et Laurent Bouchard. Ce dernier a aussi été coordonnateur de la Galerie d’art d’Outremont (GAO) durant 18 ans.

## Architecture
La bibliothèque actuelle a fait

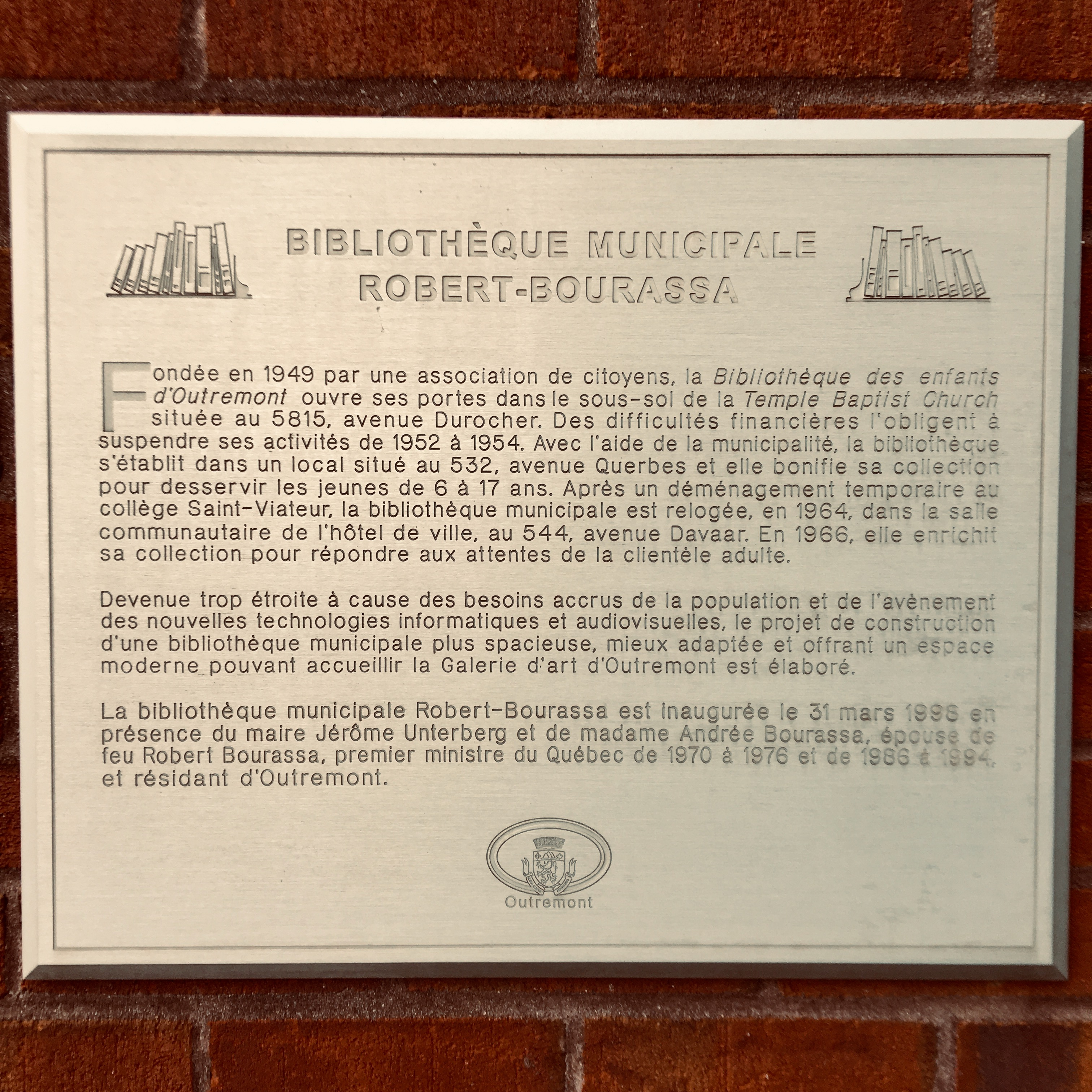
Plaque de la bibliothèque Robert-Bourassa

Le bâtiment de 2 200 m2 a été réalisé par les architectes Pierre Boyer Mercier et François Brillant, ainsi que par l’architecte paysagiste Bernard Saint-Denis,. Leur concept fait appel à la lumière naturelle, à l’innovation, à l’ouverture et à des espaces communicants, visant une meilleure synergie entre les différentes fonctions de la bibliothèque et ses utilisateurs.
La vision des architectes tient à mettre en valeur la lumière et l’ambiance chaleureuse. Par conséquent, le béton est utilisé comme toile de fond. Pour la partie centrale du bâtiment, des éléments de bois se détachent du gris du béton pour donner une touche de chaleur. Le gypse complète aussi l’effet de diffusion de la lumière.
L’extérieur de la bibliothèque est fait de briques d’argile avec des découpages métalliques en aluminium anodisé et en cuivre.
Ainsi, la bibliothèque se démarque du paysage par son architecture audacieuse, mais s’harmonise avec ses environs par sa matière et sa couleur.